# 法医秦明II
法医秦明II（法医秦明II：清道夫），2018年搜狐视频自制网络剧。第二季改编自秦明同名系列小说《法医秦明之清道夫》，由搜狐视频、博集影业联合出品，导演李爽执导，刘冬沁、刘畅、于莎莎、要武、杨凯淳、李逸男等主演，于2017年11月11日在武汉市汉阳区“汉阳造”创意产业园开机。2018年6月15日在芒果TV和搜狐视频首播。

## 演员表
| 演员   | 角色   | 简介                                                                 | 备注 |
| 刘冬沁 | 秦明   | 龙番市公安局法医科长。                                               |      |
| 刘畅   | 林涛   | 龙番市公安局刑警队长，秦明多年好友。                                 |      |
|        | 陈诗羽 | 龙番市公安局法医科女法医，秦明的助手。                               |      |
| 王輝   | 步兵   | 龙番大学法学院文检系主任，秦明的老師。                               |      |
| 李逸男 | 韩天峰 | 龙番大学法学院文检系研究员。                                         |      |
| 楊凱淳 | 唐思思 | 龍番生活網的編輯，韓天峰的女朋友，曾經幾次得到清道夫親自傳遞的訊息。 |      |
| 李勁峰 | 劉杰明 | 醫生。                                                               |      |
| 盛朗熙 | 步心瑤 | 步兵之女，也是秦明大學時期的女朋友，七年前死於車禍。                 |      |
| 于新博 | 江浩宇 | 林濤的得力助手。                                                     |      |
| 要武   | 譚局長 | 龍番市公安局局長。                                                   |      |